# Панца (Бриндизи)
Панца (итал. Panza) је насеље у Италији у округу Бриндизи, региону Апулија.
Према процени из 2011. у насељу је живело 141 становника. Насеље се налази на надморској висини од 316 м.